# Siegfried Bielenstein
Siegfried Alexander Bielenstein  (* 15. Februarjul. / 27. Februar 1869greg. in Doblen (lett. Dobele), Gouvernement Kurland, heute Landesteil  Zemgale; † 25. Februar 1949 in Senftenberg in Brandenburg) war ein deutschbaltischer Maler und Grafiker. In lettischen Texten wird er als Zigfrīds Aleksanders Bīlenšteins zitiert, russisch  Зигфрид Александр Биленштейн und im persönlichen Umfeld  Six genannt. Er gilt als einer der Hauptvertreter des deutschbaltischen Impressionismus.

## Familie
Siegfried Bielenstein war ein Sohn des Pastors, Sprachforschers und Ethnographen August Bielenstein und dessen Ehefrau Erna, geb. von Bordelius. Seine Geschwister waren Max Bielenstein (1855–1869), der Pastor Louis Johann Emil Bielenstein (1858–1943), die Autorin Marta Bielenstein (1861–1938), der Pastor und Märtyrer Hans Bielenstein (1863–1919), Johanna Bielenstein (1864–1864), Emma Bielenstein (1865–1887), der Pastor Walter Adolf Axel Bielenstein (1872–1961) und der Architekt Bernhard Bielenstein (1877–1959).

## Leben
Nach einer Unterrichtung im Elternhaus besuchte Siegfried Bielenstein ab dem Jahr 1894 das Realgymnasium in Mitau (lett. Jelgava) bis zum Abitur. Anschließend besuchte er die Kadettenanstalt in St. Petersburg. Dort war er Freiwilliger im Schützenbataillon der Zarenfamilie in Krasnoje Selo. Ab 1891 studierte er an der Hochschule in Leipzig und an der Kunstakademie Weimar bei dem Tiermaler Albert Heinrich Brendel, dem Landschafts- und Tiermaler Giulio Aristide Sartorio und dem Porträtspezialisten Max Thedy. Im Jahr 1897 verließ er Weimar nach einem Abschluss mit der Medaille für Kunst und Wissenschaft. Auch später kehrte er gelegentlich nach Weimar zurück.
Von 1897 bis 1939 lebte Bielenstein als Maler und Zeichenlehrer in Riga. Im Jahr 1906 heiratete er Steffanie Auguste Valerie von Erdberg-Krczenciewski (* 1880), die ebenfalls lebhaft am kulturellen Leben in Riga teilnahm. Steffanie, auch Stephanie oder Steffi genannt,  erscheint auf Gemälden verschiedener Künstler. Die Ehe blieb kinderlos und endete mit Steffanies Tod 1946. Durch die dem Hitler-Stalin-Pakt folgende Umsiedlung gelangte er nach Posen (poln. Poznań). Im Jahr 1945 geriet er nach der Flucht aus dem Warthegau nach Senftenberg, wo er im Jahr 1949 starb.

## Werk
Schon sein Vater hielt ihn an, die Kunstwerke in Kirchen zu restaurieren. Bei Veranstaltungen war Siegfried Bielenstein mit Dekorationen und bei der Organisation beauftragt. Seine Gemälde wurden auf der Bühne in Form von lebenden Bildern dargestellt. Er beteiligte sich an Ausstellungen in Mitau, Riga und Posen. Einzelausstellungen hatte er in Riga und Mitau.
In der Folge von Umsiedelung und Flucht sind viele Werke verschollen. Erhalten blieben Porträts, Landschaften, städtische Szenen, Tierbilder und Interieurs in Ölmalerei. Darüber hinaus Kohlezeichnungen und Exlibris. Der Weimarer Erzherzog Karl Alexander, Nietzsche, Wildenbruch, Sarasate und Richard Strauss saßen ihm Modell zu Scherenschnitten. Zum 70. Geburtstag feierte ihn die Kunstszene in Riga und Libau (lett. Liepāja). Für Verlosungen zu wohltätigen Zwecken stiftete er eigene Werke.
Mehrmals hat er Quartettspiele entworfen. Die im Jahr 1925 verlegten Karten zeigen historische Bauten aus dem Baltikum. Für die Familie malte er einen Satz Schwarzer Peter, der nicht in Druck ging. Im Jahr 2005 veranstaltete das deutschbaltisch-lettische Zentrum DOMUS RIGENSIS in Riga eine Gedächtnisausstellung für Siegfried Bielenstein.

## Werke (Auswahl)

Galerie
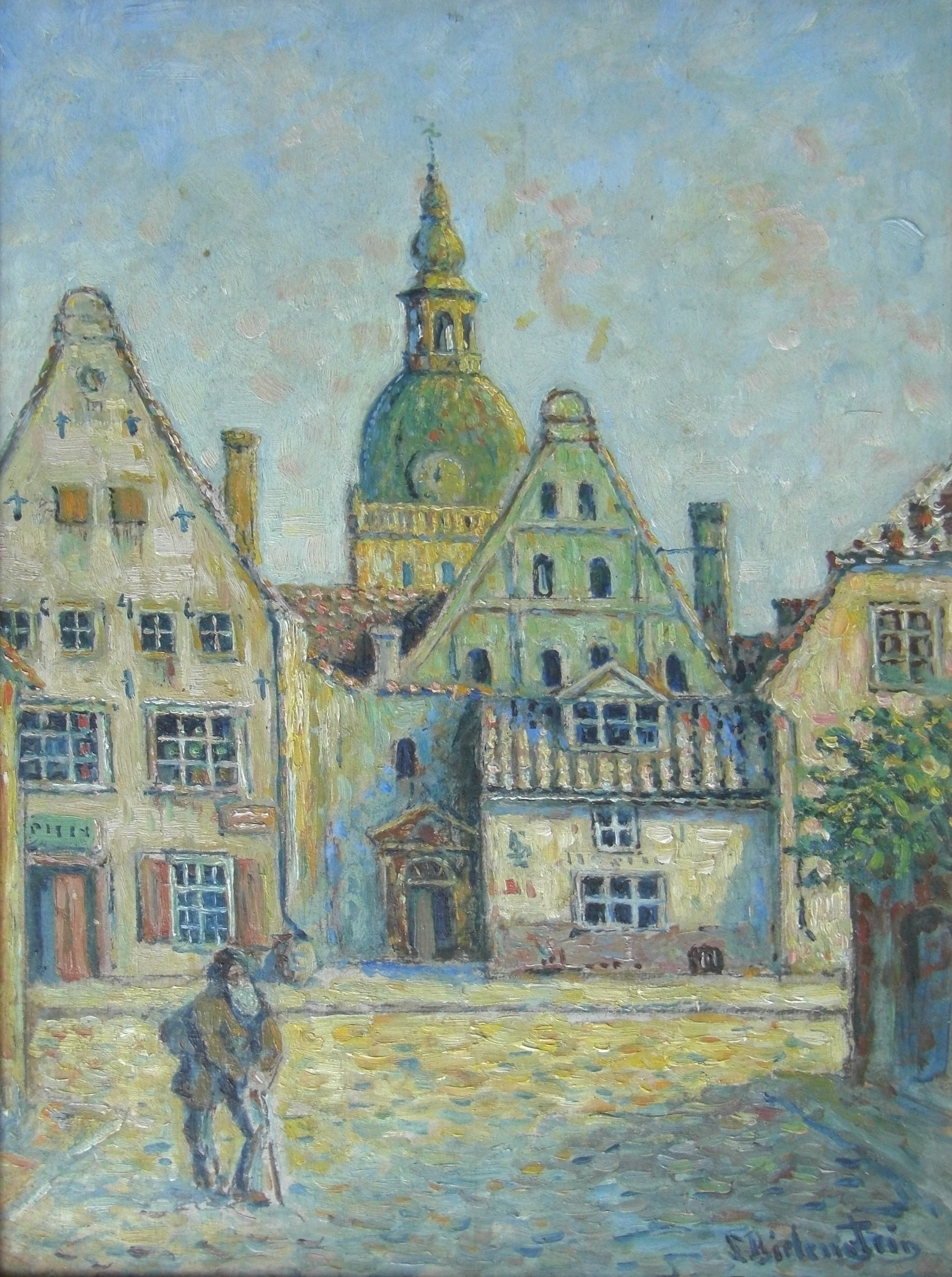
„Drei Brüder“ Häuser in Riga, Öl auf Leinwand; 30 × 22 cm, (Privatsammlung)
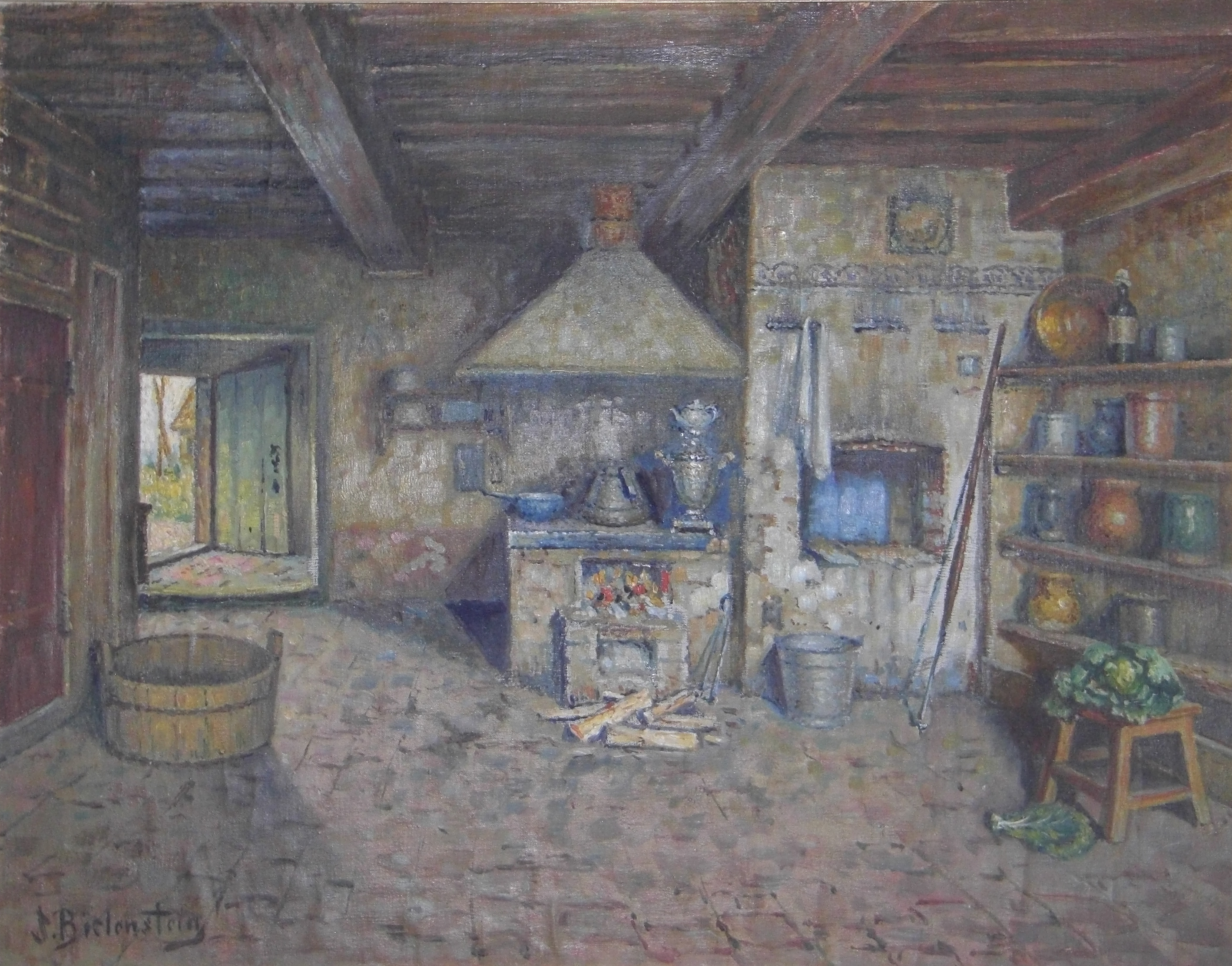
Ländliche Küche, Öl auf Leinwand; 53 × 67 cm, (Privatsammlung)
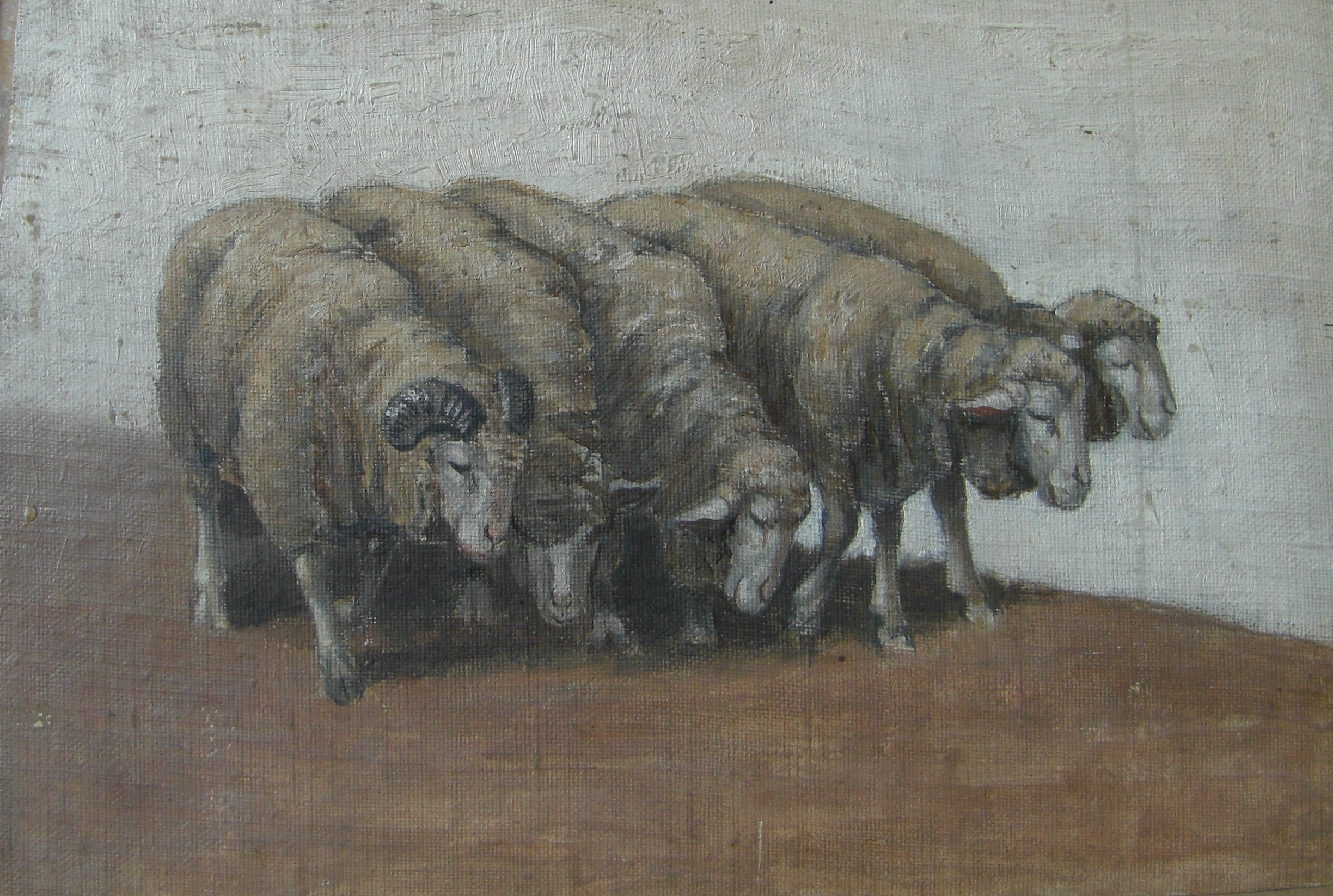
Fünf Schafe, Öl auf Leinwand; 17 × 25 cm, (Privatsammlung)
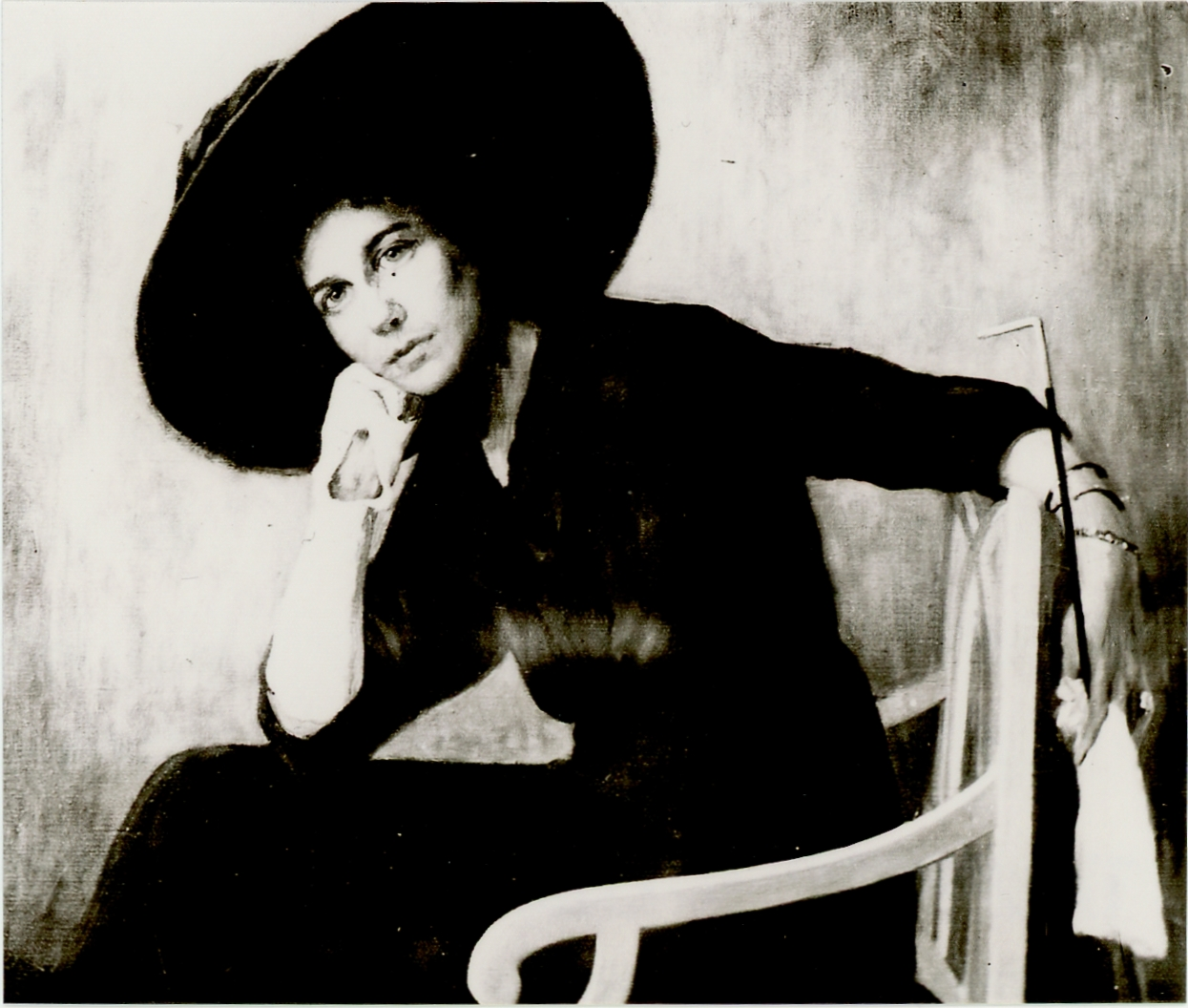
Gattin des Künstlers, Öl auf Leinwand, 1930, zuerst abgebildet in „Jahrbuch des baltischen Deutschtums 1930“, Seite 102. (Schwarz-weiß-Reproduktion aus Familienbesitz von Knorre)